# Petra Klinglerová
Petra Klinglerová, nepřechýleně Klingler, (* 14. února 1992 Švýcarsko) je švýcarská reprezentantka ve sportovním lezení a v ledolezení, mistryně světa a Švýcarska v boulderingu, rovněž tak mistryně světa, Evropy a Švýcarska v ledolezení na obtížnost.

## Výkony a ocenění
- 2016: nominace na Světové hry 2017 v polské Vratislavi za vítězství na MS v boulderingu, her se neúčastnila
- 2016: mistryně Evropy v ledolezení
- 2022: mistryně světa v ledolezení
- 2023: vítězka celkového hodnocení světového poháru a mistryně Evropy v ledolezení

### Závodní výsledky ve sportovním lezení
- výsledky závodů bez kontroly shodných pořadí

| Arco Rock Master | Arco Rock Master |
| Rok              | 2010*            |
| ---------------- | ---------------- |
| Rychlost         | 17               |
| Bouldering       | 11               |

* RM v roce 2010 s rozšířenou nominací a pravidly ve formátu MS, jako příprava na MS 2011
| Mistrovství světa ve sportovním lezení | Mistrovství světa ve sportovním lezení | Mistrovství světa ve sportovním lezení | Mistrovství světa ve sportovním lezení | Mistrovství světa ve sportovním lezení | Mistrovství světa ve sportovním lezení |
| Rok                                    | 2009                                   | 2011                                   | 2012                                   | 2014                                   | 2016                                   |
| -------------------------------------- | -------------------------------------- | -------------------------------------- | -------------------------------------- | -------------------------------------- | -------------------------------------- |
| Obtížnost                              | —                                      | —                                      | 27                                     | 15                                     | —                                      |
| Rychlost                               | 21                                     | 20                                     | 23                                     | 27                                     | —                                      |
| Bouldering                             | 30                                     | 29                                     | 7                                      | 8                                      | 1                                      |

| Světový pohár ve sportovním lezení | Světový pohár ve sportovním lezení | Světový pohár ve sportovním lezení | Světový pohár ve sportovním lezení |
| Rok                                | 2015                               | 2016                               | 2017                               |
| ---------------------------------- | ---------------------------------- | ---------------------------------- | ---------------------------------- |
| Bouldering                         | 4                                  | 8                                  | 5                                  |
| jednotlivě*                        | 18,,10,7,11                        | 21,7,13,-,13,4,10                  | 6,4,6,6,9,7,5                      |

* poznámka: nalevo jsou poslední závody v roce
| Mistrovství Evropy ve sportovním lezení | Mistrovství Evropy ve sportovním lezení | Mistrovství Evropy ve sportovním lezení | Mistrovství Evropy ve sportovním lezení |
| Rok                                     | 2010                                    | 2013                                    | 2017                                    |
| --------------------------------------- | --------------------------------------- | --------------------------------------- | --------------------------------------- |
| Obtížnost                               | —                                       | 35                                      | 21                                      |
| Rychlost                                | 17                                      | 18                                      | 23                                      |
| Bouldering                              | 15                                      | 15                                      | 3                                       |

| Mistrovství světa juniorů ve sportovním lezení | Mistrovství světa juniorů ve sportovním lezení | Mistrovství světa juniorů ve sportovním lezení | Mistrovství světa juniorů ve sportovním lezení | Mistrovství světa juniorů ve sportovním lezení | Mistrovství světa juniorů ve sportovním lezení |
| Rok                                            | 2006 kat B                                     | 2007 kat B                                     | 2008 kat A                                     | 2009 kat A                                     | 2010 juniorky                                  |
| ---------------------------------------------- | ---------------------------------------------- | ---------------------------------------------- | ---------------------------------------------- | ---------------------------------------------- | ---------------------------------------------- |
| Obtížnost                                      | 17                                             | 27                                             | 13                                             | 15                                             | 13                                             |
| Rychlost                                       | 11                                             | —                                              | 12                                             | 10                                             | 11                                             |

### Závodní výsledky v ledolezení
| Mistrovství světa v ledolezení | Mistrovství světa v ledolezení | Mistrovství světa v ledolezení | Mistrovství světa v ledolezení |
| Rok                            | 2015                           | 2017                           | 2022                           |
| ------------------------------ | ------------------------------ | ------------------------------ | ------------------------------ |
| Obtížnost                      | 3                              | 4                              | 1                              |

| Světový pohár v ledolezení | Světový pohár v ledolezení | Světový pohár v ledolezení | Světový pohár v ledolezení | Světový pohár v ledolezení | Světový pohár v ledolezení | Světový pohár v ledolezení | Světový pohár v ledolezení | Světový pohár v ledolezení |
| Rok                        | 2012                       | 2013                       | 2014                       | 2015                       | 2016                       | 2017                       | 2018                       | 2023                       |
| -------------------------- | -------------------------- | -------------------------- | -------------------------- | -------------------------- | -------------------------- | -------------------------- | -------------------------- | -------------------------- |
| Obtížnost                  | 15                         | 15                         | 9                          | 2                          | 5                          | 17                         | 24-25                      | 1                          |
| jednotlivě* (2/4/4)        | 21,7,-,7,-                 | -,4,10,17,-                | -,-,8,5,6                  | 7,-,,                      | 5,-,,                      | -,-,-,,-                   | 8,-,-,-,-                  | ,                          |

* poznámka: napravo jsou poslední závody v roce
| Mistrovství Evropy v ledolezení | Mistrovství Evropy v ledolezení | Mistrovství Evropy v ledolezení | Mistrovství Evropy v ledolezení |
| Rok                             | 2014                            | 2016                            | 2023                            |
| ------------------------------- | ------------------------------- | ------------------------------- | ------------------------------- |
| Obtížnost                       | 6                               | 1                               | 1                               |

## Galerie

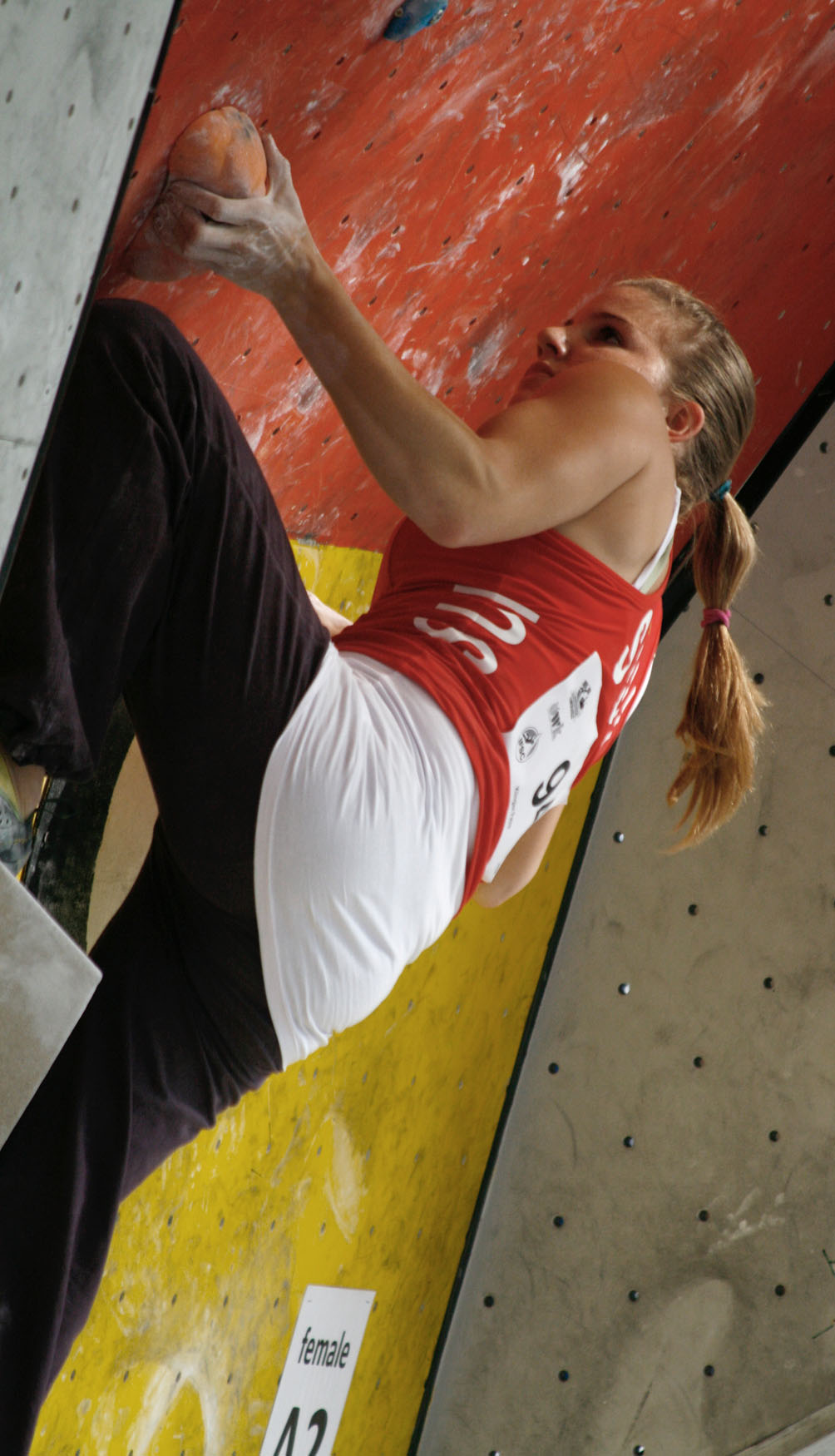
Petra Klinglerová v kvalifikaci SP 2010 v boulderingu, ve Vídni
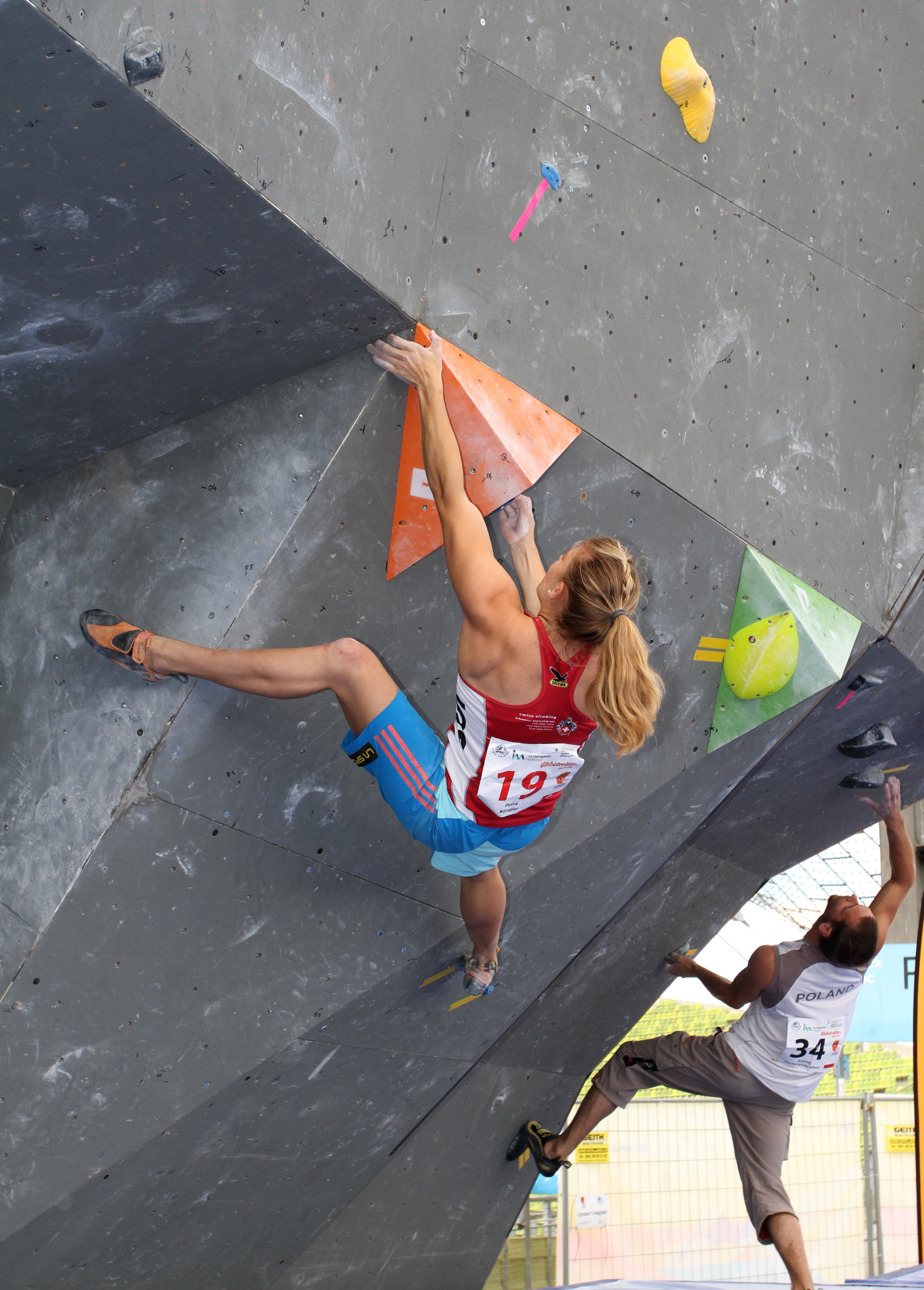
Petra Klinglerová a Andrzej Mecherzynski-Wiktor na SP 2015 v boulderingu, v Mnichově
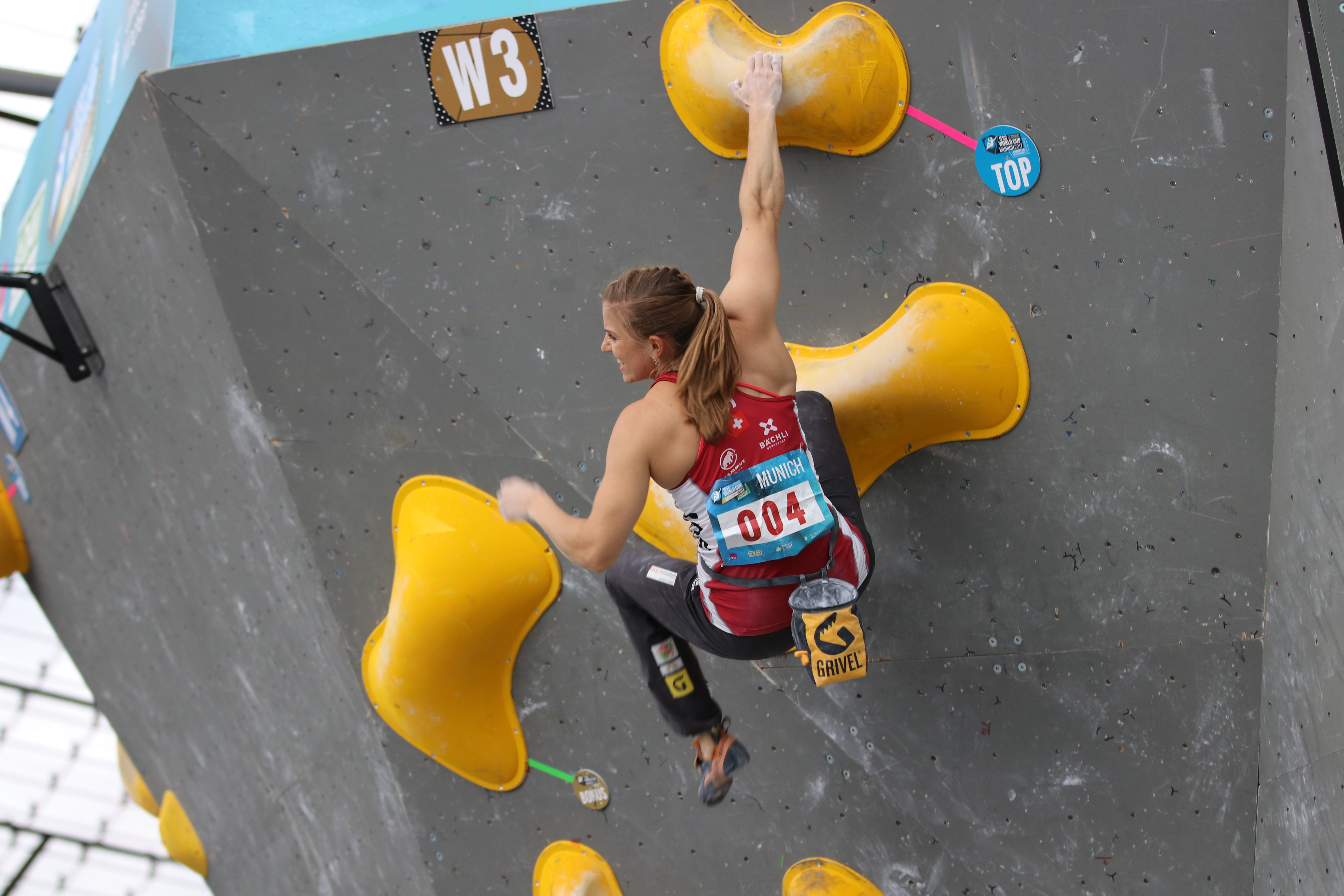
Petra Klinglerová na SP 2017 v boulderingu, v Mnichově